# اونگرمن
اونگرمن رودی است که از کشور سوئد می‌گذرد و به دریای بالتیک می‌ریزد. این رود ۴۶۰ کیلومتر طول دارد.